# ماركو فيليسيانو
ماركو فيليسيانو هو قس وكاتب وسياسي برازيلي، ولد في 12 أكتوبر 1972 في Orlândia ‏ في البرازيل. نشط حزبياً في Social Christian Party (Brazil) ‏. وقد انتخب النائب الاتحادي لساو باولو ‏ خلال فترته النيابية ‏ (1 فبراير 2019 – ) وانتخب عضو مجلس النواب البرازيلي ‏ خلال فترته النيابية ‏ وانتخب عضو مجلس النواب البرازيلي ‏ عن دائرة São Paulo ‏ وقد انضم خلال فترته النيابية ‏ للكتلة البرلمانية بوديموس.